# Fîntînița
Fîntînița è un comune della Moldavia situato nel distretto di Drochia di 1.405 abitanti al censimento del 2004

## Località
Il comune è formato dall'insieme delle seguenti località (popolazione 2004):
- Fîntînița (1.397 abitanti)
- Ghizdita (8 abitanti)